# Fritz Solmitz

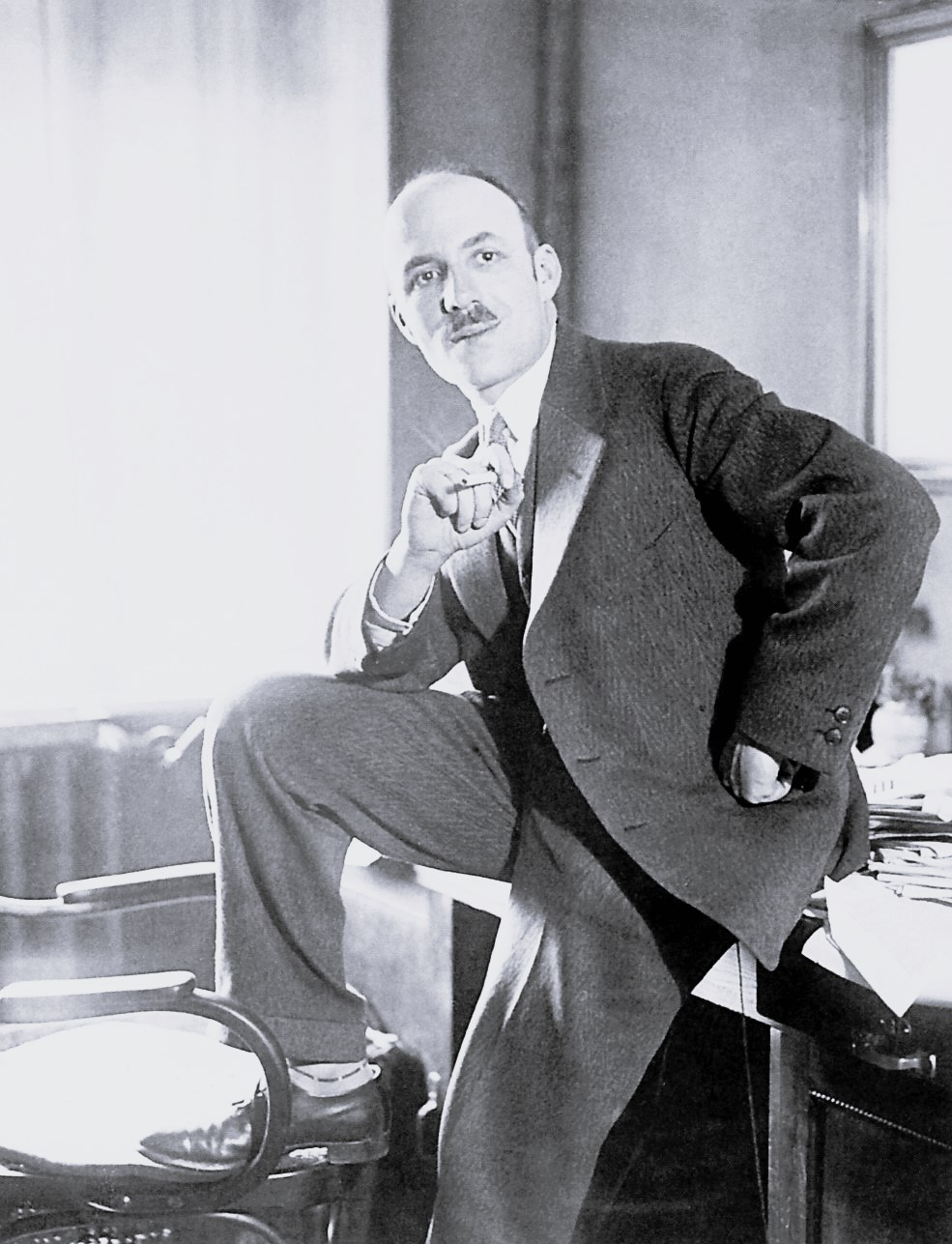
Fritz Solmitz (1929)

Fritz Solmitz (* 22. Oktober 1893 in Berlin; † 19. September 1933 im KZ Fuhlsbüttel, Hamburg) war ein sozialdemokratischer Politiker, Jurist und Journalist.

## Leben

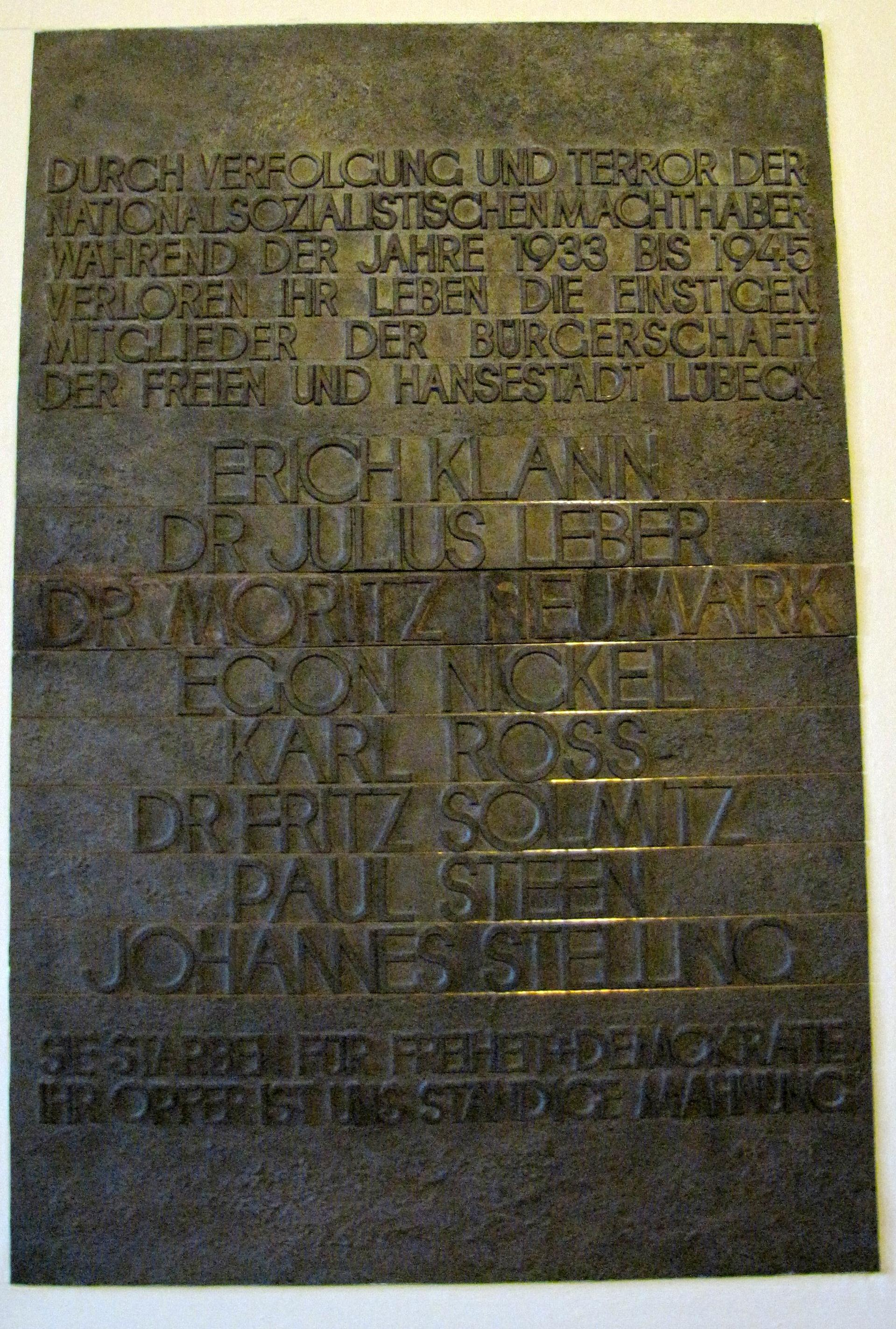
Gedenktafel im Lübecker Rathaus für die Bürgerschaftsmitglieder, die Opfer des Nationalsozialismus wurden

Der aus einer wohlhabenden assimilierten jüdischen Familie in Berlin stammende Solmitz arbeitete nach dem Abitur kurzzeitig in der Landwirtschaft und nahm 1913 ein Studium der Rechtswissenschaften, der Nationalökonomie und der Staatswissenschaften in Freiburg/Breisgau auf, welches durch die Teilnahme am Ersten Weltkrieg 1915 bis 1918 unterbrochen wurde. Nach Kriegsende nahm Solmitz, der der SPD beigetreten war und die jüdische Gemeinde verlassen hatte, sein Studium in Berlin wieder auf, arbeitete als Referendar und Richter und wurde 1921 promoviert. Anschließend war er drei Jahre Dezernent für öffentliche Wohlfahrtspflege in der städtischen Berliner Verwaltung.
1924 siedelte Solmitz nach Lübeck über, wo er als Redakteur der örtlichen sozialdemokratischen Tageszeitung Lübecker Volksbote arbeitete und 1926 in die Bürgerschaft gewählt wurde, der er bis 1932 angehörte. Daneben übernahm er Funktionen bei den Jungsozialisten. Ein Schwerpunkt war dabei die Organisation der Bildungsarbeit. Er gehörte auch dem Vorstand des Lübecker Arbeiter-Kulturkartells an. Als Politikredakteur des Lübecker Volksboten, dessen Chefredakteur bis 1933 Julius Leber war, arbeitete er mit dem jungen Willy Brandt zusammen. Dieser schrieb unter seinem Geburtsnamen Herbert Frahm als Schüler seine ersten Beiträge für die Zeitung und lernte unter Anleitung Solmitz', Fremdbeiträge zu redigieren.
Nach der Machtübernahme der NSDAP und dem Reichstagsbrand wurde Solmitz im März 1933 gefangen genommen. Man hängte ihm ein Schild mit der Aufschrift „Jude“ um den Hals und karrte ihn durch die Stadt. Solmitz wurde zunächst im Gefängnis Lübeck-Lauerhof und ab Mai 1933 im KZ Fuhlsbüttel inhaftiert. Seine Frau Karoline Solmitz erwirkte seine Entlassung; doch diese Zusage wurde Solmitz vorenthalten. Solmitz war in Einzelhaft schwer misshandelt worden. Nachdem ihm von SS-Wachleuten unter Willi Dusenschön weitere Prügel angedroht worden waren, wurde er am 19. September 1933, drei Tage nach dem eigentlich vorgesehenen Termin seiner Haftentlassung, in seiner Zelle erhängt aufgefunden. Die nationalsozialistischen Behörden gaben der Ehefrau gegenüber Selbstmord als Todesursache an. Ob Solmitz zum Suizid getrieben oder aber von seinen Bewachern ermordet wurde, ist ungeklärt.
Solmitz verfasste im KZ Fuhlsbüttel Briefe auf Zigarettenpapier, in denen er die ihm zugefügten Misshandlungen schilderte. Die Notizen verbarg er in seiner Taschenuhr, die seiner Ehefrau Karoline ausgehändigt wurde. Diese Berichte wurden von der sozialdemokratischen Widerstandsgruppe um Walter Schmedemann ins Ausland gebracht und sind eines der frühesten Dokumente, die die Zustände in deutschen Konzentrationslagern authentisch darstellen:

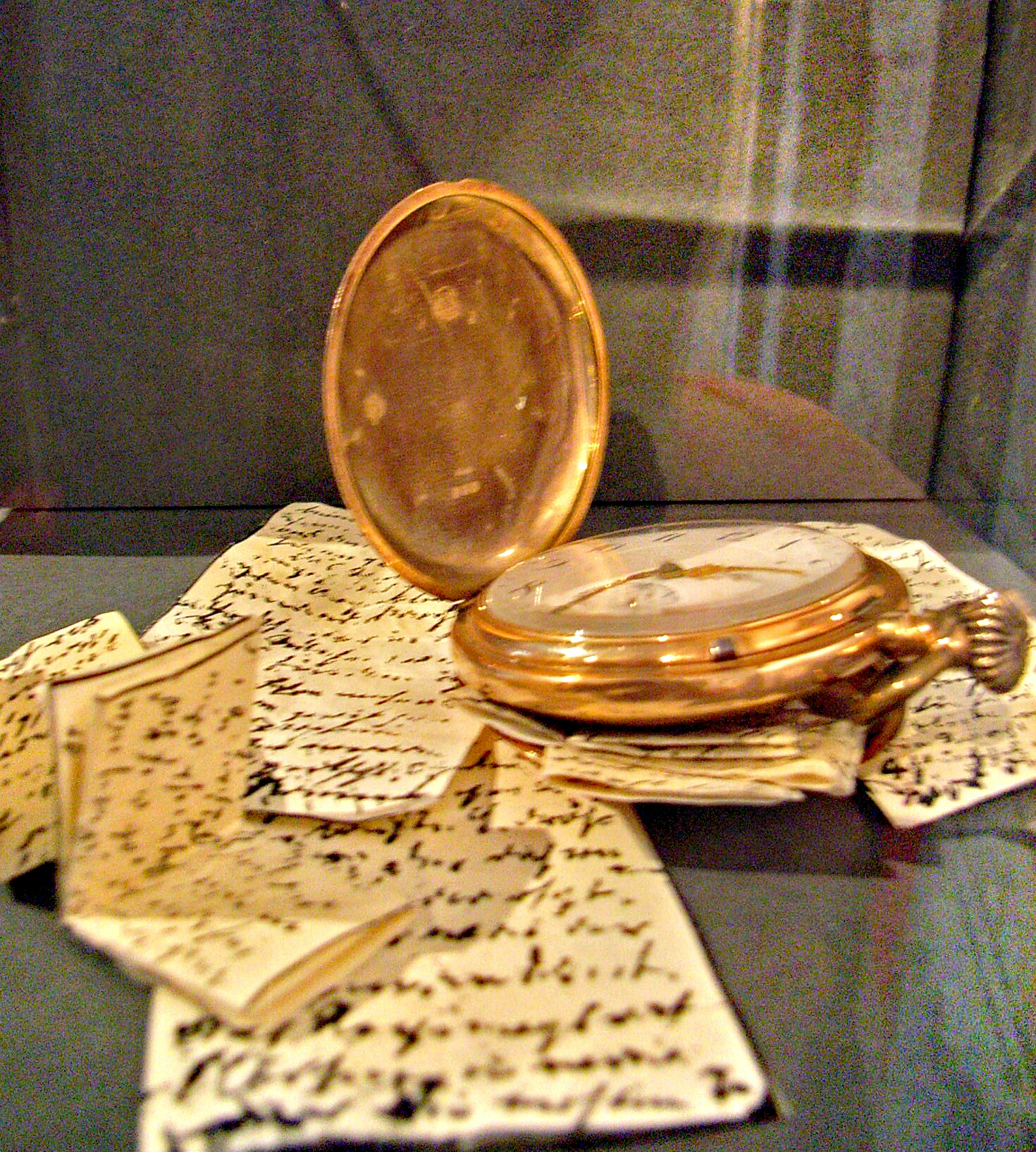
Taschenuhr von Solmitz (Original) und Notizen (Nachbildung)

...Es bleibt mir nur die Wahl bei jedem Schlüsselrasseln vor der Tür zu zittern oder zum Strick zu greifen...
War denn das Wort: 'Lieber tot als Sklave' nur ein Phrase? Nun wirst du mich verstehen, geliebte Frau.
18. September: Ich lebe noch. Mut oder Feigheit? Vor allem Grauen vor d. Todesart: "Erhängter Zuchthäusler" u. vor d. Verscharren. Denn m. Leichnam würde jetzt bestimmt nicht freigegeben. Dazu sieht der Rücken [zu] grauenhaft aus. [...]
Montag 18. Sept. abends: Heut gab's Tee. Grad als ich ihn schlürfe kommt E. mit 5 Leuten von SS u. Marinesturm, um mir nach ein paar höhnisch freundl. Fragen anzukündigen, daß ich morgen wieder Prügel bekomme. 'Die Birne ist ja wieder heil.' Ein ganz langer SS-Mann stellt sich mir auf die Zehen und brüllt: 'Bei mir bückst du dich! He! Sag ja du Schwein.' Ein anderer: 'Häng dich doch auf! Dann kriegst du keine Prügel.' Am Ernst der Drohung ist nicht zu zweifeln. Herr Gott! Was soll ich tun? [...] Leb auf ewig wohl. 
Im Prozess gegen den Führer der Wachmannschaft Willi Dusenschön lagen diese Aufzeichnungen als Beweismittel vor. Dusenschön wurde vom Landgericht Hamburg 1960  vom Vorwurf des Mordes an Solmitz aus „Mangel an Beweisen“ freigesprochen.
Solmitz’ Witwe emigrierte 1938 mit den vier Kindern in die USA.

## Solmitz im Roman „Die Prüfung“
Der kommunistische Schriftsteller und zeitweilige Mitinsasse von Solmitz im KZ Fuhlsbüttel, Willi Bredel, übernahm Teile von dessen Berichten aus dem Konzentrationslager für seinen 1934 in London veröffentlichten Roman Die Prüfung, in dem der Lübecker Redakteur den Namen Dr. Fritz Koltwitz trägt. Er lässt Koltwitz darin wegen des Verrats durch eigene Genossen an der Sozialdemokratie zweifeln: Er, der Sozialdemokrat, der politische Redakteur der Parteizeitung, wird von einem Parteimitglied, dem Polizeipräsidenten Mehrlein, verhaftet und den Nazis ausgeliefert. Und warum? Warum? Nur, weil er gegen die Gleichschaltung der Zeitung war. Nur, weil er ihnen zu links, zu oppositionell war. Auch weil er Jude ist. Genossen? Schöne Genossen!
Ihm stellt Bredel den unbeugsamen Heinrich Torstens, mit dem der kommunistische Reichstagsabgeordnete Mathias Thesen gemeint ist, gegenüber. Koltwitz denkt nach Misshandlungen und zu erwartenden weiteren an Suizid: Ob er nicht doch lieber einen Strick aus dem Tau dreht? Soll er nicht doch lieber Schluss machen? Werden sie ihn nicht so lange prügeln, bis er es am Ende doch tut? Als Torstens in der Einzelhaft von Koltwitz' Tod erfährt, stellt dieser für sich fest: Haben sie es also doch fertiggebracht. Zirbes und Meisel haben erreicht, was sie sich vorgenommen haben. Koltwitz hat sich erhängt....
In seiner Vorbemerkung von 1946 zu seinem Roman schrieb Bredel im Zusammenhang mit Solmitz, den er als „charakterlich anständigen Sozialdemokraten“ bezeichnete, von dessen sogenanntem Freitod. In der Schlussbemerkung von 1960 zum Roman schrieb Bredel: Eines Morgens wurde Dr. Solmitz erhängt in seiner Zelle aufgefunden. Erst hieß es, er habe selbst Hand an sich gelegt (auch ich hab es in meinem Roman „Die Prüfung“ so dargelegt), es stellte sich jedoch heraus, daß die SA-Mörder ihn totgeprügelt und – um Selbstmord vorzutäuschen – den Leichnam aufgehängt hatten. '.

## Ehrungen

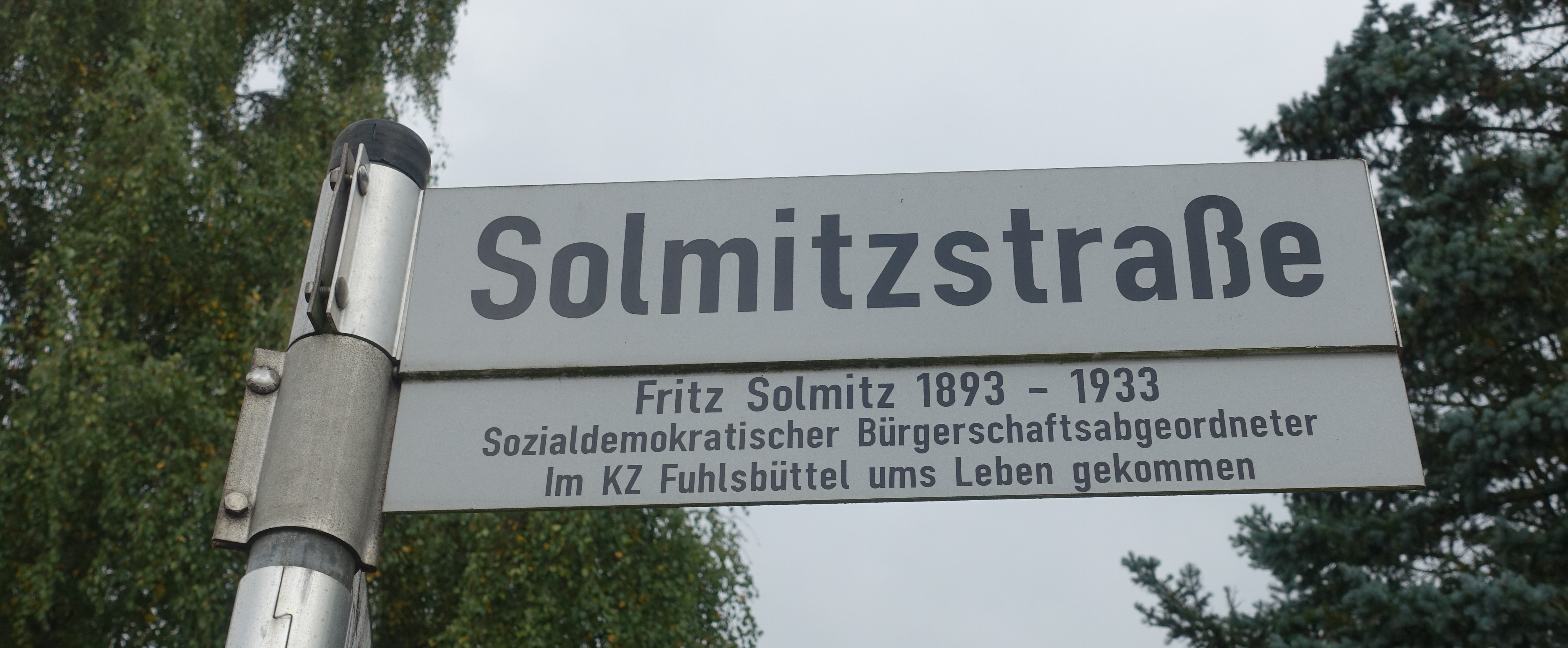
Solmitzstraße in Lübeck-Kücknitz

In Hamburg-Langenhorn ist der Fritz-Solmitz-Weg nach ihm benannt.
In Lübeck teilte die Umgehungsstraße in Kücknitz die alte Travemünder Allee, auf der sie teilweise liegt, in zwei verbleibende Teile. Der nicht zur B75 gehörende in Richtung Trave führende Straßenzweig wurde in Solmitzstraße umbenannt.